# Reach (DC Comics)
Los Reach son una raza malvada de alienígenas insectoides cibernéticos del universo de DC Comics. Son involuntariamente responsables de la creación de la dinastía de superhéroes conocidos como Escarabajos Azules.

## Historia de ficción
Los Reach eran una raza de conquistadores del mundo. Sus acciones finalmente los llevaron en conflicto con el Cuerpo de Linterna Verde, los dos bandos con el tiempo luchando por un punto muerto. Los líderes del Cuerpo, los Guardianes del Universo obligaron los Reach a aceptar una tregua, para que prometan nunca invadir otros planetas. Los Reach lo aceptaron, y luego idearon un nuevo método de conquista: la infiltración. Al enviar un escarabajo Infiltrador con el mundo localizado, y unirlo y abrumar la mente de una de sus formas de vida nativas, los Reach lo utilizarían como un falso embajador, fingiendo que enviaron al escarabajo para ayudar a los pueblos del mundo localizado, como un gesto de amistad y buena voluntad, mientras el Infiltrado reúne información sobre las defensas de ese mundo. Una vez que reúnen suficiente información, los Reach cesaron sus pretensiones, haciendo que el Infiltrado traicione a la raza una vez defendida. Otras variedades de escarabajos incluía Ejecutor, pensado como la coerción física, y Negociador, cuya función era adormecer mundos dirigidos a falsos sentidos de seguridad.
Los Reach envió un Infiltrado a la Tierra, en algún momento en la era de los faraones. Sin embargo, un hechicero, creyendo que el escarabajo es un suplemento místico, trató de utilizarlo para revivir un faraón caído. El intento fue detenido por un viajero del tiempo Booster Gold, aunque el escarabajo quedó impregnado de energías místicas. En el siglo XX, un arqueólogo Dan Garret encontró el escarabajo. El escarabajo, sólo medio activado, le otorgó a Garret fuerza y velocidad mejoradas, que Garret utilizó para convertirse en el primer Escarabajo Azul. Cuando Garret murió en la batalla, le pasó el escarabajo a su alumno, Ted Kord. Kord, incapaz de acceder al poder del escarabajo, con el tiempo se lo pasó al mago Shazam, que lo mantuvo en la Roca de la Eternidad. Cuando la roca fue destruida, el escarabajo cayó a la Tierra, y fue encontrado por Jaime Reyes, con quien el escarabajo procedió a vincularse poco tiempo después. Sin embargo, en ese momento la IA del escarabajo había sido afectado por las energías místicas con las que había sido infundido, haciendo que obtenga su propia inteligencia y personalidad. En lugar de abrumar la mente de Jaime, trabajó con él, lo que le permite a Jaime utilizar sus poderes para convertirse en un superhéroe. Cuando los Reach descubrieron esta evolución, cambiaron de táctica, tratando de destruir el mundo a través de subterfugios. Cuando Jaime deshizo estos planes, los Reach lo capturaron, retiraron el escarabajo, y comenzaron un ataque a gran escala a la Tierra. Sin embargo, el escarabajo le había dado su conocimiento a Jaime, lo que le permite recuperarlo, y paralizar las naves de los Reach. Los últimos Reach fueron repelidos por los héroes de la Tierra, obligándolos a retirarse. El escarabajo también había interconectado otros Infiltrados, inculcando en ellos sus propias personalidades independientes, creando la posibilidad de que más infiltraciones Reach resultarían iguales que en la Tierra.
Poco después, un grupo de infiltrados y ejecutores de los Reach, afectados por la reprogramación del escarabajo, formaron el "Ejército Revolucionario Kahji Dha", volviéndose contra sus amos y liberando muchos de los mundos bajo su control. El ERKD vino a la Tierra, en busca de Jaime como líder. Sin embargo, pretendían destruir todas las posibles fuerzas hostiles del planeta, incluyendo la Liga de la Justicia. Jaime se negó, y se vio obligado a luchar contra ellos. En la batalla que siguió, el ERKD fue derrotado y encarcelado, pero Nadia, del soporte técnico de Jaime, murió en el fuego cruzado. El escarabajo del ejecutor líder fue tomado por el hermano de Nadia, Héctor, que pudo o no haberse convertido en el Escarabajo Negro.
En The New 52, los Reach localizan e inician un ataque contra el planeta natal del Cuerpo de Linterna Azul, Odym, con la intención de derrotar al Cuerpo de Linterna Azul y permitir que sus Amos de la Colmena se alimenten de la batería central del poder azul lo que "saciará su hambre por eones". Los Reach atacaron, con una fuerza abrumadora de 5 flotas de batalla. Los Linternas Azules lucharon valientemente, pero fueron superados. Los otros nuevos Guardianes, dirigidos por Kyle Rayner, (Linterna Verde 2814.4) llegó y prestó sus fuerzas para la batalla, pero descubrió que los Reach habían envuelto más de la mitad del planeta durante la batalla. Con Odym perdido, los Linternas Azules continuaron la lucha, pero Linterna Verde finalmente convenció al Linterna Azul líder, Saint Walker de evacuar a los Linternas Azules restantes en lugar de perecer. La batería central de poder azul aparentemente se perdió ante los Reach. Como en los cómics, los Reach son una raza de insectoides cibernéticos conquista-mundos de la que procede el escarabajo del Escarabajo Azul.
- Los Reach aparecen como uno de los dos antagonistas principales en Young Justice: Invasion. Aparecen como el Socio de La Luz (Consejo de Administración del Proyecto Cadmus), mientras que Escarabajo Negro (apodado por  Wonder Girl) aparece como uno de sus agentes. Los kroloteanos se refieren a los Reach como sus "competidores"."

### Videojuegos
- Los Reach aparece Lego Batman 3: Beyond Gotham.[7] Se les muestra invadiendo Odym donde Saint Walker envía una señal de socorro. Detective Marciano, Cyborg, y Flash responden a la señal de socorro y ayudan a Saint Walker para repeler a los Reach.